# Natalie (Website)
Natalie (ナタリー Natarī) ist ein japanischsprachiges Entertainment-Newsportal, das am 1. Februar 2007 online ging. Betrieben wird die Website vom Unternehmen Natasha mit Sitz in Jingūmae, einem Distrikt von Shibuya in der Hauptstadt Tokio. Das Portal ist nach einem Lied des spanischen Sängers Julio Iglesias benannt.
Natalie bietet Nachrichten für andere japanische Nachrichtenseiten und soziale Medien wie Mobage Town, GREE, Livedoor, Excite, Mixi und Yahoo! Japan. Mit mehr als eineinhalb Millionen Followern auf Twitter war Natalie das drittmeistgefolgte japanische Medienportal nach den Tageszeitungen Mainichi Shimbun und Asahi Shimbun. Natalie wurde zu Japans führendem Nachrichtenportal für Popkultur.

## Geschichte
Die Geschichte des Seitenbetreibers Natasha geht bis Dezember 2005 zurück. Im Februar 2006 wurde das Unternehmen in eine Yūgen-gaisha und knapp ein Jahr später in eine Kabushiki-gaisha umgewandelt.
Am 1. Februar 2007 ging das Nachrichtenportal Natalie online. Die Seite ist nach dem Lied Nathalie von Julio Iglesias benannt. Ursprünglich fungierte Natalie als Medium für Musik mit der Idee, Nachrichten täglicher zu veröffentlichen. Es war möglich, sich als Nutzer auf der Seite zu registrieren. Angemeldete Nutzer haben die Möglichkeiten, Nachrichten zu kommentieren und Listen von bis zu 30 Künstlern anzulegen, von denen man Nachrichtenmeldungen erhält.
Da Natalie schnell wuchs, wurden in den Jahren 2008 und 2009 Portale für Manga- und Comedy-Nachrichten online geschaltet. Im August 2012 wurde ein Onlineshop eröffnet; 2015 ging ein Filmportal online. Ein Nachrichtenportal, welches sein Augenmerk auf Theaterproduktionen legt, startete 2016. Ein Newsportal, welches sich auf japanische Snacks fokussiert, ging im Mai 2011 online, wurde aber im August gleichen Jahres wieder abgeschaltet.
Laut Eigenbeschreibung verzeichnete Natalie im Jahr 2023 monatlich mehr als 63 Millionen Aufrufe und hatte mehr als 2,6 Millionen Follower auf X. Auf den Portalen von Natalie erscheinen monatlich bis zu 3.500 Artikel.

## Angebot
aktiv
- Music Natalie (音楽ナタリー Ongaku Natarī), seit 2007: Musik-Nachrichtenportal
- Comic Natalie (コミックナタリー Komiku Natarī), seit 2008: Manga- und Anime-Nachrichtenportal
- Owarai Natalie (お笑いナタリー Owarai Natarī), seit 2009: Comedy-Nachrichtenportal
- Natalie Store (ナタリーストア Natarī Sutoa), seit 2012: Onlineshop
- Eiga Natalie (映画ナタリー Eiga Natarī), seit 2015: Film-Nachrichtenportal
- Stage Natalie (ステージナタリー Sutēji Natarī), seit 2016: Theater-Nachrichtenportal

abgeschaltet
- Oyatsu Natalie (おやつナタリー Oyatsu Natarī), abgeschaltet 2011: Snack-Portal

## Management und Unternehmensstruktur
Gründer von Natasha ist Takuya Ōyama, der zugleich Chefredakteur der Musiksparte von Natalie ist. Als Chefredakteur für Comic Natalie fungierte ab 2008 Gen Araki, der in seiner späteren Musikkarriere als Bassist unter anderem mit Speed, Haruko Momoi und Nana Katase zusammenarbeitete.
Chefredakteur von Comic Natalie ist Hajime Karaki.
Seit 2014 ist Natasha eine Tochtergesellschaft des Telekommunikationsunternehmens KDDI. Im Jahr 2017 gab Ōyama seine Position als CEO von Natasha auf und wurde Vorstandsvorsitzender. Ōyamas Nachfolge als Präsident von Natasha wurde Satoshi Fujita.